# Рыбина (река)
Рыбина — река в России, протекает по Любытинскому и Хвойнинскому районам Новгородской области. Устье реки находится в 13 км от устья Медведы по правому берегу. Длина реки составляет 24 км, площадь водосборного бассейна — 115 км².
В 17 км по правому берегу в Рыбину впадает Горня.
Населённых пунктов по берегам реки нет.

## Данные водного реестра
По данным государственного водного реестра России относится к Верхневолжскому бассейновому округу, водохозяйственный участок реки — Молога от истока и до устья, речной подбассейн реки — Реки бассейна Рыбинского водохранилища. Речной бассейн реки — (Верхняя) Волга до Куйбышевского водохранилища (без бассейна Оки).
Код объекта в государственном водном реестре — 08010200112110000007075.

## Топографические карты
- Лист карты O-36-32. Масштаб: 1 : 100 000. Указать дату выпуска/состояния местности.
- Лист карты O-36-44 Шереховичи. Масштаб: 1 : 100 000. Состояние местности на 1968 год. Издание 1972 г.